# Dioxid tetrauhlíku
Dioxid tetrauhlíku je anorganická sloučenina patřící mezi oxidy uhlíku, se vzorcem C4O2. Lze jej považovat za dvojnásobný keton butatrienu, z čehož je možné odvodit název buta-1,2,3-trien-1,4-dion.
Butatriendion je čtvrtou sloučeninou v řadě lineárních dioxidů uhlíku O(=C)n=O, kam patří také například oxid uhličitý (CO2, O=C=O), ethendion (C2O2, O=C=C=O), suboxid uhlíku (C3O2, O=C=C=C=O) a dioxid pentauhlíku (C5O2, O=C=C=C=C=C=O).
Tuto sloučeninu poprvé získal v roce 1990 tým, který vedl Günther Maier, vakuovou pyrolýzou cyklických azaketonů v matrici z pevného argonu. Ve stejném roce jej připravili také Detlev Sülzle a Helmut Schwartz ionizací plynné fáze ((CH3-)2(C4O2)(=O)2=)2. Přestože by podle teoretických výpočtů měly být sloučeniny typu O(=C)n=O se sudými hodnotami n neomezeně stálé, tak se C4O2 mimo matrici působením světla rozkládá na monooxid triuhlíku (C3O) a oxid uhelnatý (CO). Základní stav C4O2 je tripletový.